# Бетель
Бе́те́ль (лат. Píper bétle) — вечнозелёное многолетнее растение рода Перец. Листья имеют лекарственные свойства и используются как специи.

## Распространение
Родиной бетеля считается Юго-Восточная Азия, скорее всего, её южная часть. В настоящее время выращивается в большинстве стран этого региона, а также в Индии и Шри-Ланке.

## Ботаническое описание
Бетель вырастает до 1 метра, примечателен глянцевитыми сердцевидными листьями и белыми серёжковидными соцветиями.

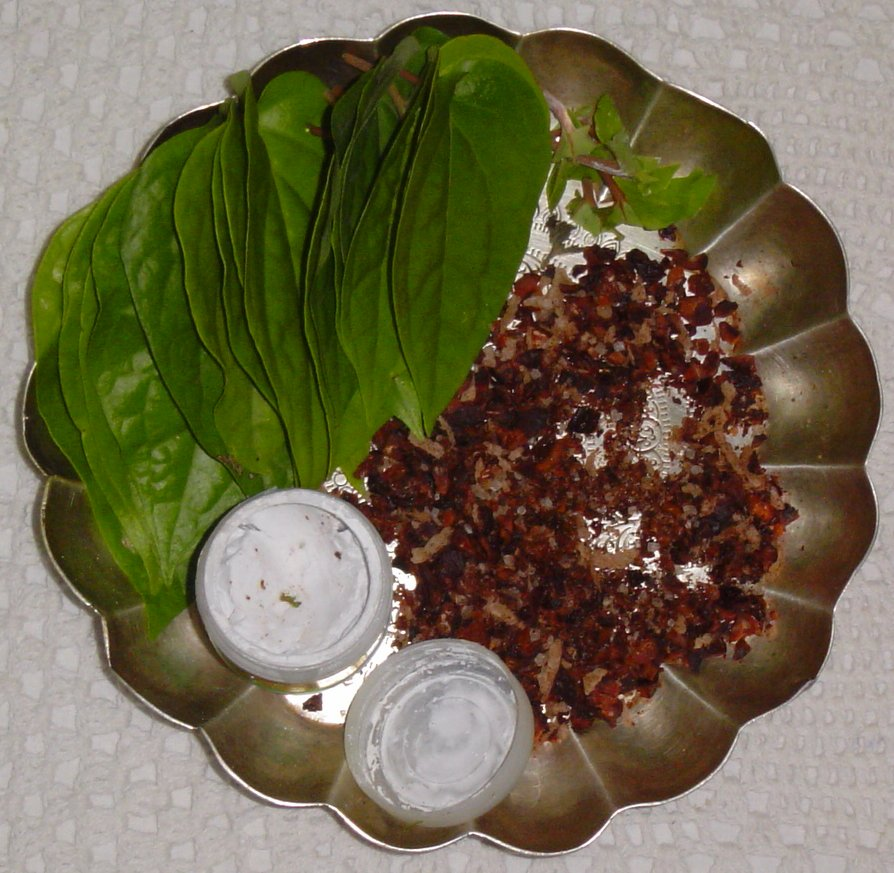
Лист бетеля, измельчённые плоды бетелевой пальмы и известь

## Употребление
В Индии и странах Юго-Восточной Азии листья бетеля традиционно используются как тонизирующее средство. Их жуют вместе с гашёной известью и измельчёнными плодами бетелевой пальмы (лат. Areca cathecu). Гашёная известь используется для того, чтобы сохранить активные вещества в форме свободного основания, позволяя им проникнуть в кровеносную систему сублингвально. Плоды бетелевой пальмы содержат алкалоид ареколин, который стимулирует слюноотделение (слюна окрашивается в красный цвет) и сам является возбуждающим средством. В таком виде бетелевая жвачка употребляется уже много столетий, возможно — тысячелетий. В настоящее время в различных странах к ней иногда примешиваются некоторые дополнительные компоненты, иногда — табак. В Индии жевательная смесь на основе бетеля известна под названием «пан», или «пан масала» (это название поймёт практически любой индиец, даже если в его родном языке существует иное наименование). Индийские уличные продавцы бетеля по желанию покупателя могут покрыть[что?] готовый свёрток бетелевой жвачки сусальным серебром, которое, как считается, дезинфицирует продукт.
Листья бетеля широко используются в народной медицине стран Южной и Юго-Восточной Азии в различных качествах, в том числе как возбуждающее, обезболивающее и антисептическое средство. В аюрведической медицине бетель известен как афродизиак. Его отвар и настой также иногда пьют как антибиотик. Настой используют также для лечения диспепсии, местного лечения запоров, в качестве противоотёчного и как вспомогательное средство при лактации. В Индии бетель используется также для выведения глистов.
Распространению бетеля, несмотря на множество отрицательных последствий для здоровья, способствует его чрезвычайно низкая стоимость, помноженная на тонизирующий эффект. По разным оценкам, употребляют листья бетеля от 10 до 20 процентов населения планеты. Свободно приобрести бетель можно практически везде в Южной и Юго-Восточной Азии.

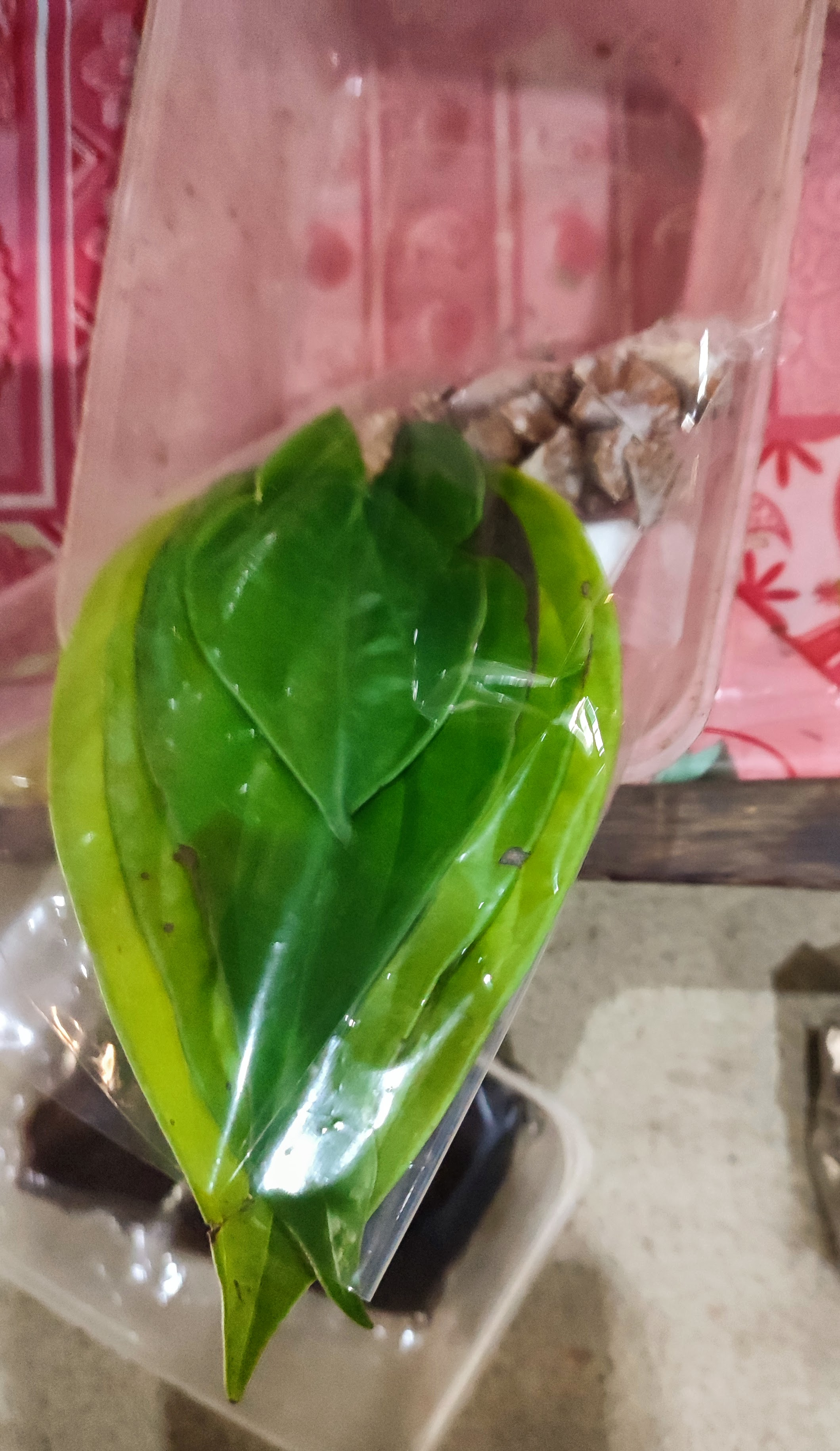
Набор для жевания бетеля - в упаковке видны листья и целые орехи. Рынок на Борнео, Малайзия.

## Влияние на организм
В аюрведической медицине бетель известен, как обезболивающее и антисептическое средство. Аюрведический трактат Сахасрайогам (Sahasrayogam) утверждает, что экстракт листьев бетеля можно использовать для лечения аденоидов, астмы, бронхита, бронхиолита, кашля, коклюша, ларингита, мышечной боли, назофарингита, насморка, заложенности носа, пневмонии, ринита, рвоты, тонзиллита, удушья. Также в аюрведической медицине бетель известен, как афродизиак.
Однако, смешивание и длительное жевание бетеля с табаком может быть опасным для жизни и здоровья. Чернеют зубы и могут воспалиться дёсны. Известно, что у жующих бетель с табаком слизистая оболочка рта приобретает характерный тёмно-красный цвет и нередко сморщивается. Иногда происходит «рубцевание тканей слизистой и развивается хроническое заболевание», называемое подслизистым фиброзом полости рта. Жевание бетеля, смешанного с табаком, увеличивает риск развития одной из форм рака ротовой полости − плоскоклеточной карциномы, которая также может возникнуть на задней стенке глотки. Это подтверждает большой процент страдающих данным заболеванием среди взрослых жителей Юго-Восточной Азии, употребляющих бетель вместе с табаком. На Тайване почти 85 % заболевших раком ротовой полости также употребляют бетель с табаком.

## Состав
Активные ингредиенты бетелевого масла, которое получают из листьев, преимущественно относятся к классу аллилбензолов. Хотя основное значение имеет хавибетол (бетель-фенол), бетель также содержит хавикол, эстрагол, эвгенол (аллилгваякол), метилэвгенол, и гидроксикатехин.
В состав бетелевого масла входят также несколько терпенов и терпеноидов: два монотерпена (пара-цимен и терпинен), два монотерпеноида (эвкалиптол и карвакрол) и два сесквитерпена (кадинен и кариофиллен).

## Бетель в культуре
Бетель и арека играют заметную роль в индийской культуре, особенно среди индуистов. Они используются во многих важных религиозных церемониях, особенно в южных частях страны. К примеру, для того, чтобы заплатить священнослужителю, деньги иногда помещают в листья бетеля и кладут перед ним.
В современной Индии в общественных местах часто можно заметить плакаты с предупреждением о запрете жевания бетеля — чтобы предотвратить заплёвывание данного места красными потёками.

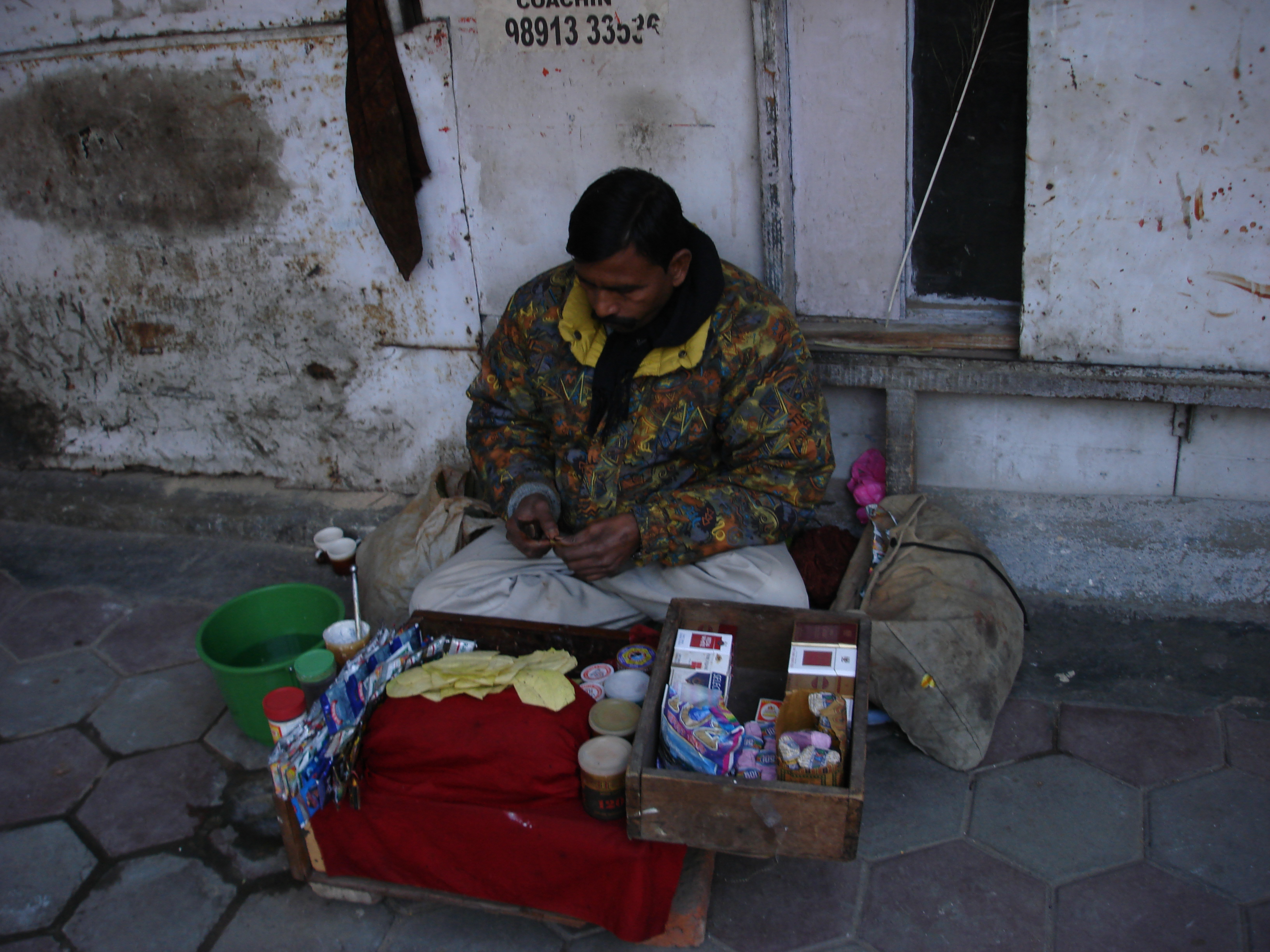
Продавец бетеля в Дели на фоне стены, заплёванной бетелевой жвачкой.

На Шри-Ланке подношение листа бетеля означает выражение высочайшего почтения. Это особенно характерно для крестьян при визите к высокому начальнику.
Бетель и арека играют важную роль также во вьетнамской культуре. Существует вьетнамская поговорка «беседа начинается с бетеля», относящаяся к обычаю жевать бетель на официальных мероприятиях или для «растапливания льда» при щепетильных разговорах. Листья бетеля и семена ареки используются в церемониях традиционных вьетнамских свадеб. Согласно народной сказке о происхождении этих растений, жених по традиции предлагает (среди прочего) родителям невесты листья бетеля и плоды ареки в обмен на невесту. Бетель и арека — настолько важные символы любви и женитьбы, что вьетнамская фраза «вопросы бетеля и ареки» (chuyện trầu cau) является синонимом свадьбы.
Специалист по сравнительной мифологии американский исследователь Джозеф Кемпбел в своей книге "Богини, тайны женской сущности" (М, Питер, стр 66, глава 2,)  приводит легенду о маленькой девочке, которая танцевала особый танец и которая  в качестве дара приносила плоды бетеля. Эту девочку, обезумевшие от страха люди затоптали насмерть, но из ее тела выросли все растения мира. цитата"В Западном Кераме в Индонезии есть легенда, архетипичная для земледельческих культур. В самом начале времен мужчины исполняли танец лабиринта, а женщины стояли в его центре. Танец лабиринта состоял из девяти кругов (число 9 ассоциируется с Луной). В самом центре маленькая девочка по имени Хайнувеле протягивала им растение, которое в Индии зовется бетель, чтобы танцоры могли освежиться. Однажды ночью, вместо того чтобы угощать их бетелем, она стала дарить им прекрасные подарки. Так происходило ночь за ночью, а дары становились все лучше и лучше, и, наконец, люди стали ей завидовать, а потом им стало страшно. Они испытывали ужас оттого, что у этой малышки был неиссякаемый источник богатства, – и потому они затоптали ее насмерть в лабиринте. Когда они похоронили ее тело, из него выросли все те растения, которые люди теперь употребляют в пищу! (Д Кемпбел, Богини)

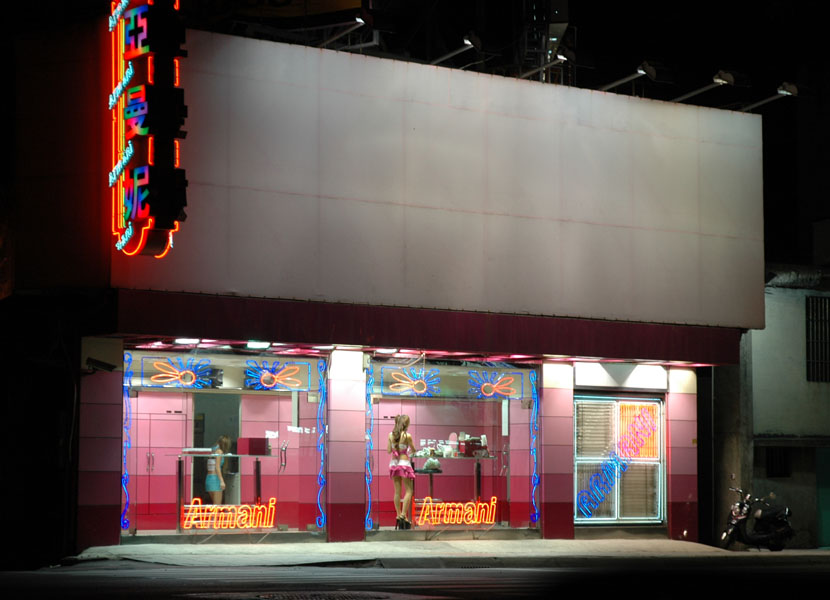
Декорированный киоск по продаже бетеля на одной из трасс на Тайване.

Своеобразная субкультура, связанная с продажей бетеля, сложилась на Тайване. Здесь потребителями бетеля из-за его сильного тонизирующего эффекта в основном являются профессиональные водители авто- и мототранспорта — «дальнобойщики», таксисты, экспедиторы, курьеры, поэтому точки продаж располагаются вдоль основных проездов в населённых пунктах и загородных автомобильных трасс. Для привлечения внимания потенциальных покупателей, как правило, мужчин из нижних социальных слоев, киоски обильно декорируются неоновой и светодиодной подсветкой, а их фасадная часть целиком выполняется из стекла, выступая, по сути, ярко освещённой витриной. Продавцами выступают девушки, одетые в провоцирующие откровенные наряды — короткие декольтированные платья и топы, иногда бикини, поэтому эта субкультура получила название «бетельные красавицы» (檳榔西施/bīnláng xīshī).
Родственное растение Piper sarmentosum, используемое в кулинарии, иногда называют «листом дикого бетеля» («wild betel leaf»).

### В литературе
- Охотники за растениями/ The Plant Hunters (1858) — повесть Майн Рида.
- Братья (1914) — рассказ Ивана Бунина.
- Дни в Бирме/ Burmese Days (1934) — роман Джорджа Оруэлла.
- Ариэль (1941) — роман Александра Беляева.
- Шантарам (2003) — роман Грегори Дэвида Робертса.
- Заводная (2009) — роман Паоло Бачигалупи.